# Bursledon
Bursledon är en ort och civil parish i Storbritannien.   Den ligger i grevskapet Hampshire och riksdelen England, i den södra delen av landet, 110 km sydväst om huvudstaden London. Bursledon ligger 38 meter över havet och antalet invånare är 6 894.
Terrängen runt Bursledon är platt. Runt Bursledon är det mycket tätbefolkat, med 1 221 invånare per kvadratkilometer. Närmaste större samhälle är Southampton, 6,5 km väster om Bursledon. I omgivningarna runt Bursledon växer i huvudsak blandskog.